# Икбал, Зидан
Зидан Амар Икбал (араб. زيدان عمار إقبال‎, англ. Zidane Iqbal; родился 27 апреля 2003, Манчестер) — англо-иракский футболист, полузащитник нидерландского клуба «Утрехт» и сборной Ирака.

## Клубная карьера
Уроженец Манчестера, Зидан является воспитанником футбольной академии «Манчестер Юнайтед». В апреле 2021 года подписал свой первый профессиональный контракт с «Манчестер Юнайтед». 8 декабря 2021 года дебютировал в основном составе «Манчестер Юнайтед» в матче группового этапа Лиги чемпионов УЕФА против «Янг Бойз», выйдя на замену Джесси Лингарду. Стал первым британцем южноазиатского происхождения, сыгравшим в основном составе «Манчестер Юнайтед».
26 июня 2023 года перешёл в нидерландский клуб «Утрехт».

## Карьера в сборной
Может выступать за сборные Англии и Ирака. В сентябре 2021 года дебютировал за сборную Ирака до 23 лет.
27 января 2022 года дебютировал за первую сборную Ирака в матче против сборной Ирана.

## Личная жизнь
Отец Зидана — панджабец из Пакистана, мать — родом из южного Ирака.
Зидан является мусульманином.